# Sally (film, 1925)
Pour les articles homonymes, voir Sally.

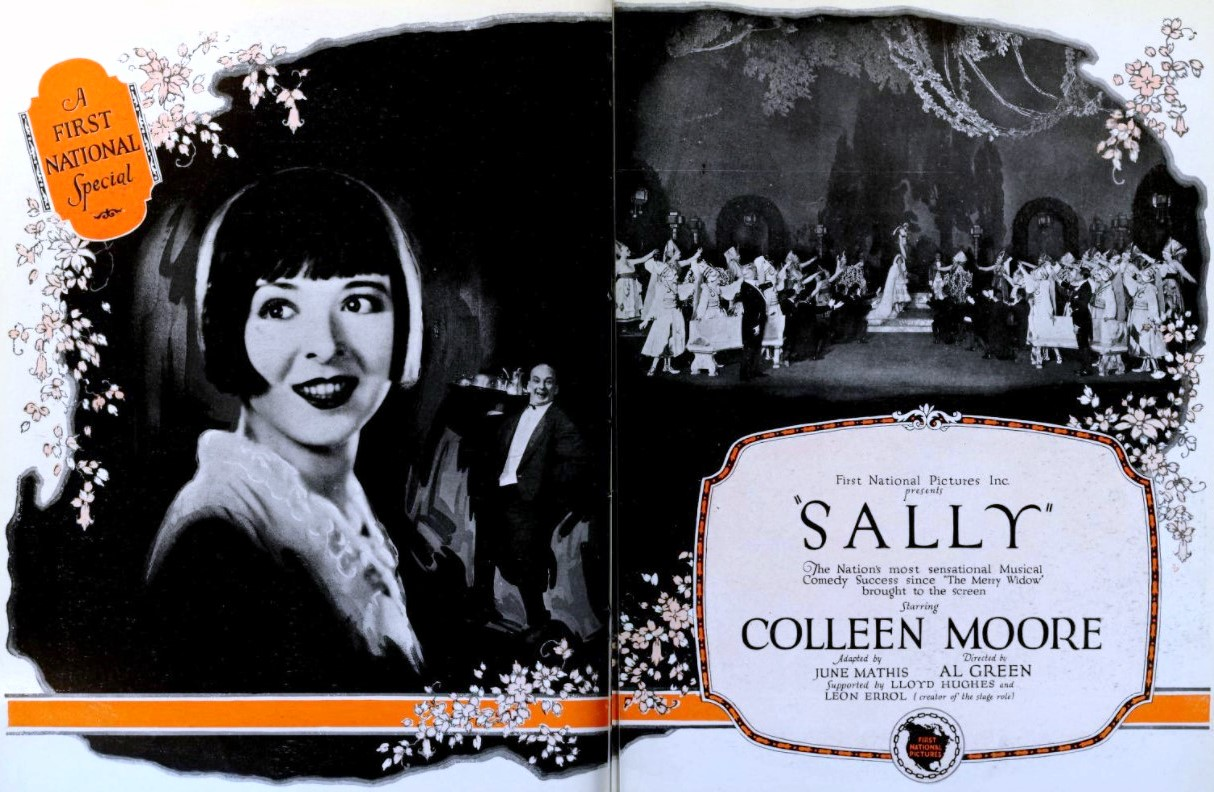
Annonce pour le film dans le magazine Film Daily.

Sally est un film américain réalisé par Alfred E. Green et sorti en 1925.

## Synopsis
Sally, issue d'un orphelinat, fait la plonge dans un café à Paris et un réfugié, le duc de Checkergovinia, est également employé à un poste tout aussi humble, à l'insu de ses collègues. Sally rencontre Blair Farquar, qui l'avait sauvée lors d'une bagarre de rue et qui a eu une liaison avec la danseuse russe Noskerova, tout comme le duc. Sally a la chance de danser au café et c'est un succès. Otis Hooper, un agent de théâtre américain, la voit danser et lui suggère de se faire passer pour une danseuse russe lors d'une fête. Elle consent et fait un grand succès. Le propriétaire de l'auberge où elle travaille la suit et la démasque. Ziegfeld était cependant présente et on lui propose un contrat pour Broadway. Elle se réconcilie alors avec Blair.

## Fiche technique
- Réalisation : Alfred E. Green

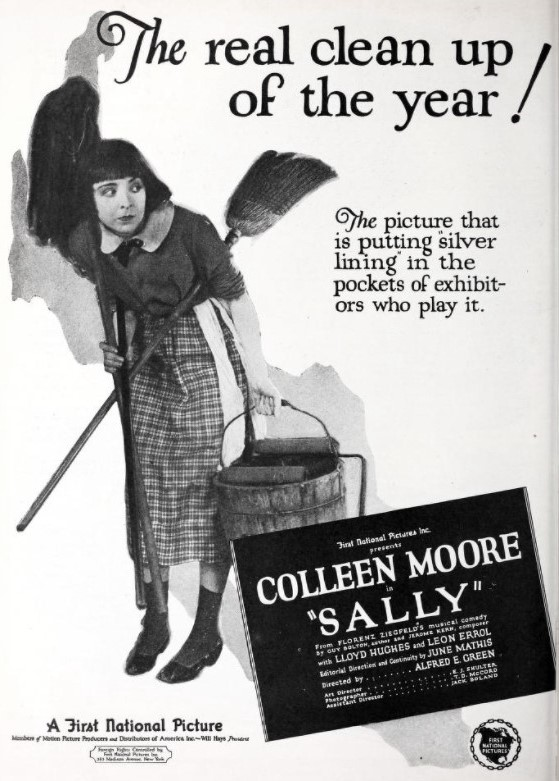
Annonce pour le film dans Exhibitors Herald.

- Scénario : June Mathis d'après une comédie musicale de Guy Bolton et Clifford Grey
- Producteur : John McCormick
- Photographie : Ted D. McCord
- Montage : George McGuire
- Genre : Film musical[2]
- Musique : Harry Tierney, Joseph McCarthy
- Distributeur : First National Pictures
- Durée : 90 minutes (9 bobines)[3]
- Date de sortie : 
  - États-Unis : 29 mars 1925

## Distribution
- Colleen Moore : Sally
- Lloyd Hughes : Blair Farquar

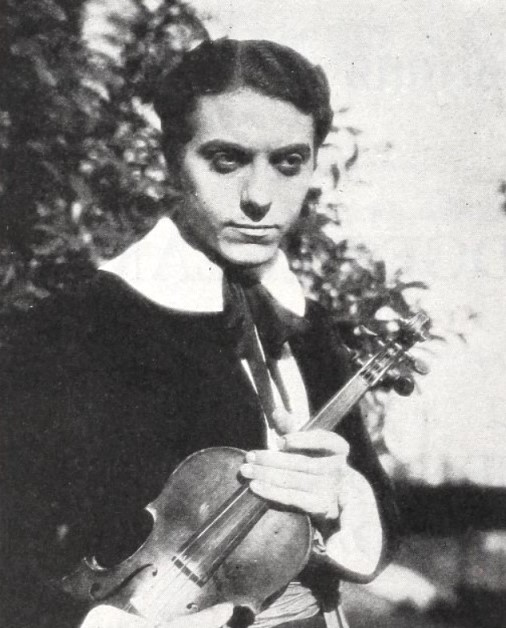
Carlo Schipa (1899 – 1988), image extraite du film.

- Leon Errol : Duc de Checkergovinia
- Dan Mason : Pops Shendorf
- John T. Murray : Otis Hooper
- Eva Novak  : Rosie Lafferty / Eleanor Hadley
- Ray Hallor : Jimmy Spelvin
- Carlo Schipa : Sascha Commuski, le violoniste romantique[4].
- Myrtle Stedman : Mrs. Ten Brock
- E.H. Calvert : Richard Farquar (credité Capt. E.H. Calvert)
- Louise Beaudet : Madame Julie Du Fay
- Richard Arlen (non crédité)
- Joyce Compton (non crédité)
- Betsy Ann Hisle : une petite fille (non créditée)